# Buổi tối

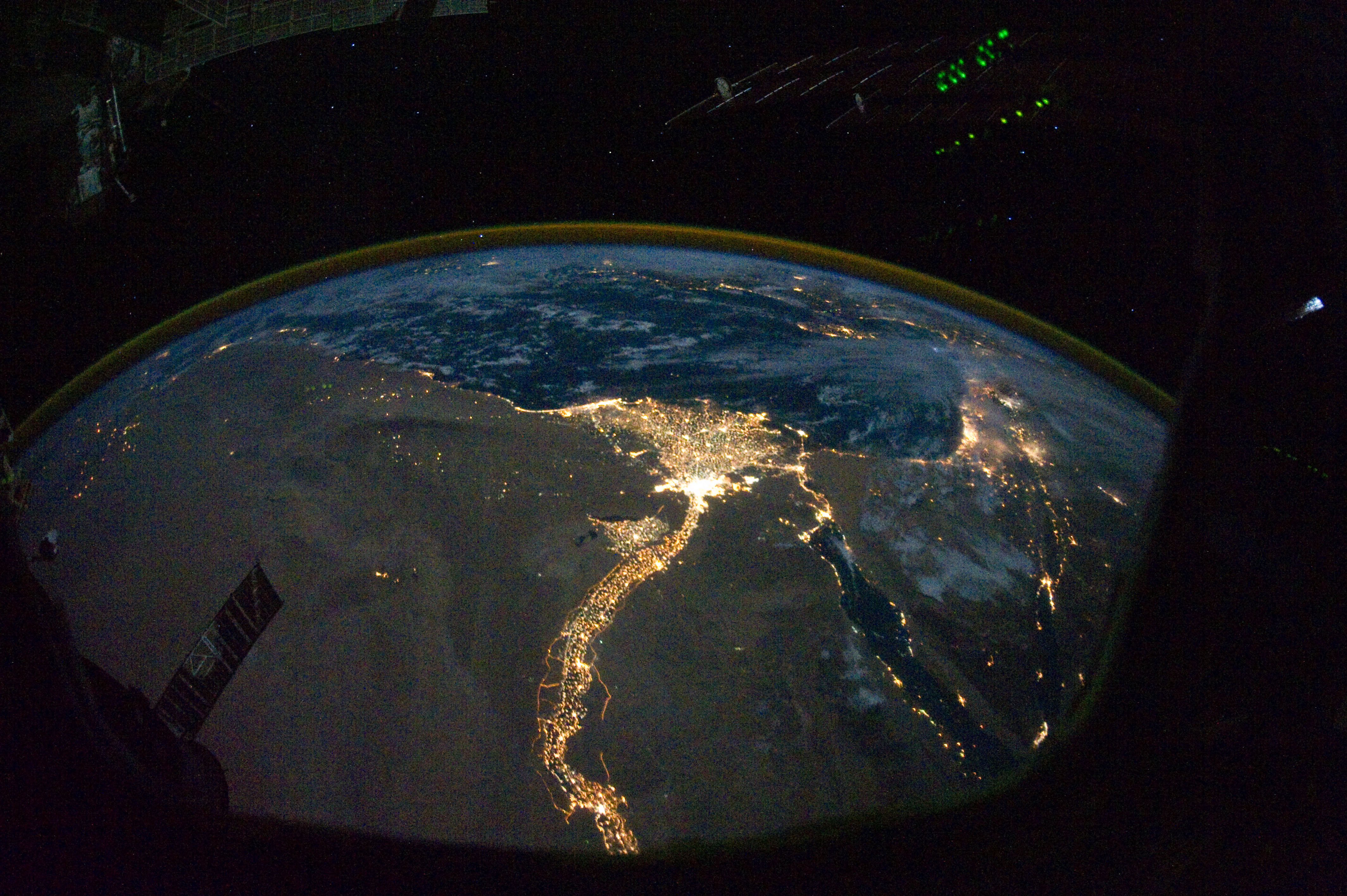
Châu thổ sông Nin vào buổi tối.

Buổi tối là khoảng thời gian giữa lúc mặt trời lặn và lúc mặt trời hiện, khi Mặt trời ở dưới đường chân trời, đặc biệt là khi không còn ánh sáng phản chiếu lúc chạng vạng. Cũng như ban ngày, thời điểm bắt đầu và kết thúc buổi tối phụ thuộc vào các yếu tố như mùa, vĩ độ, kinh độ và theo quy ước chính thức thì còn phụ thuộc vào cả múi giờ.